# Alam Shah
 (mai 2025).
La mise en forme du texte ne suit pas les recommandations de Wikipédia : il faut le « wikifier ».
Les points d'amélioration suivants sont les cas les plus fréquents :
- Les titres sont pré-formatés par le logiciel. Ils ne sont ni en capitales, ni en gras.
- Le texte ne doit pas être écrit en capitales (les noms de famille non plus), ni en gras, ni en italique, ni en « petit »…
- Le gras n'est utilisé que pour surligner le titre de l'article dans l'introduction, une seule fois.
- L'italique est rarement utilisé : mots en langue étrangère, titres d'œuvres, noms de bateaux, etc.
- Les citations ne sont pas en italique mais en corps de texte normal. Elles sont entourées par des guillemets français : « et ».
- Les listes à puces sont à éviter, des paragraphes rédigés étant largement préférés. Les tableaux sont à réserver à la présentation de données structurées (résultats, etc.).
- Les appels de note de bas de page (petits chiffres en exposant, introduits par l'outil «  Source ») sont à placer entre la fin de phrase et le point final[comme ça].
- Les liens internes (vers d'autres articles de Wikipédia) sont à choisir avec parcimonie. Créez des liens vers des articles approfondissant le sujet. Les termes génériques sans rapport avec le sujet sont à éviter, ainsi que les répétitions de liens vers un même terme.
- Les liens externes sont à placer uniquement dans une section « Liens externes », à la fin de l'article. Ces liens sont à choisir avec parcimonie suivant les règles définies. Si un lien sert de source à l'article, son insertion dans le texte est à faire par les notes de bas de page.
- La présentation des références doit suivre les conventions bibliographiques. Il est recommandé d'utiliser les modèles {{Ouvrage}}, {{Chapitre}}, {{Article}}, {{Lien web}} et/ou {{Bibliographie}}. Le mode d'édition visuel peut mettre en forme automatiquement les références.
- Insérer une infobox (cadre d'informations à droite) n'est pas obligatoire pour parachever la mise en page.

Pour une aide détaillée, merci de consulter Aide:Wikification.
Si vous pensez que ces points ont été résolus, vous pouvez retirer ce bandeau et améliorer la mise en forme d'un autre article.
Ala-ud-Din Alam Shah fut le quatrième et dernier souverain de la dynastie Sayyid qui régnait sur le sultanat de Delhi. Il ne participa pas à de nombreuses campagnes militaires et consacrait la plupart de son temps à la lecture du Coran et à la prière.

## Biographie
Alam Shah (né Ala ud-Din) succéda à son père, Muhammad Shah IV, sur le trône de la dynastie Sayyid en 1445. Malgré son titre royal, il se révéla un monarque inefficace et présida aux derniers jours du sultanat de Delhi. Durant son bref règne, l'autorité réelle avait déjà commencé à passer aux mains de Bahlul Lodi, qui contrôlait de vastes territoires autour de Sirhind. Incapable de contenir la montée en puissance de ses nobles, Alam Shah abandonna Delhi en 1448 et se retira à Badaun, se consacrant à ses plaisirs personnels et laissant la capitale dans un vide politique.
Sentant l'opportunité, le vizir d'Alam Shah, Hamid Khan, craignit qu'un étranger ambitieux ne s'empare du trône. Il convoqua donc Bahlul Lodi et Qiyam Khan de Nagaur pour servir de sultans fantoches, tout en conservant le contrôle effectif de la région en tant que vizir. Bahlul, stationné plus près de Delhi à Sirhind, avança rapidement ; les forces de Qiyam Khan, toujours en marche, furent contraintes de rebrousser chemin, déçues.

## Sources
- Peter Jackson, The Delhi Sultanate : a political and military history, Cambridge, Cambridge University Press, 2003, 1st éd. (ISBN 9780521543293, lire en ligne)
- (en) « Sayyid dynasty », sur Encyclopædia Britannica